# 第四航空戦隊
第四航空戦隊（だいよんこうくうせんたい）は、日本海軍の部隊の1つ。略称は四航戦。解隊と再編成を繰り返した部隊である。

## 概要
第四航空戦隊は、日本海軍が運用した航空戦隊。
初代の第四航空戦隊は1937年（昭和12年）12月に水上機母艦2隻（能登呂、衣笠丸）で編制され、支那事変（日中戦争）で行動。翌1938年（昭和13年）6月下旬、旗艦を軽巡洋艦球磨に変更した。8月1日、初代四航戦は第十三戦隊に改編される形で解隊された。
二代目の第四航空戦隊は、1941年（昭和16年）4月10日に、空母「龍驤」と護衛の駆逐隊で編制され、第一航空艦隊に所属した。
9月より特設航空母艦（大鷹型航空母艦）「春日丸」が編入されるが、12月中旬に転籍した。「龍驤」は太平洋戦争緒戦の比島作戦や蘭印作戦で活躍した。内地では改造工事を終えた空母「祥鳳」が四航戦に編入されるが、まもなく南洋部隊（第四艦隊）に編入され中部太平洋諸島に進出、5月7日の珊瑚海海戦で撃沈された。
一方、空母「隼鷹」の竣工と編入により四航戦は空母2隻編制となり、6月のアリューシャン作戦に参加した。7月14日、第三艦隊の新編にともない、第二航空戦隊に改編される形で解隊された。
三代目の第四航空戦隊は、1944年（昭和19年）5月1日に、航空戦艦2隻（日向、伊勢）と艦載航空隊の第六三四海軍航空隊で新編された。航空母艦として航空戦に参加する機会はなく、マリアナ沖海戦後に空母隼鷹（7月10日、二航戦より）と龍鳳（8月10日、一航戦より）を編入した。捷一号作戦にともなうレイテ沖海戦では、日向と伊勢は通常の戦艦として参加、隼鷹と龍鳳は輸送船として使用された。
11月15日に第一機動艦隊と第三艦隊が解隊され、隼鷹と龍鳳は第一航空戦隊へ転出する。四航戦は航空戦艦2隻（日向、伊勢）だけになった。
1945年（昭和20年）2月、大本営海軍部は四航戦と第二水雷戦隊を物資輸送を兼ねて内地へ帰投させた（北号作戦）。作戦実施前の2月10日、軽巡大淀を四航戦に編入した。北号作戦完了後、3月1日附で第四航空戦隊は解隊された。

## 戦歴

### 初代（1937年12月1日新編〜1938年8月1日解散）
初代第四航空戦隊は1937年（昭和12年）12月1日に編制、日本海軍は鮫島具重少将を第四航空戦隊司令官に任命する。水上機母能登呂と衣笠丸からなる部隊である。
旗艦はおもに「能登呂」が務めた。
1938年（昭和13年）4月28日、「衣笠丸」は特設運送艦に類別変更され、徴傭船となる。
6月26日、鮫島少将は第四航空戦隊旗艦を「能登呂」から軽巡洋艦「球磨」に変更した。
初代第四航空戦隊は8月1日附で解隊、将旗は「球磨」より撤去される。鮫島少将は第十三戦隊（球磨、第11掃海隊、第2砲艦隊）司令官に補職され、「球磨」に第十三戦隊の将旗を掲げた。「能登呂」は第三航空戦隊に編入された。

### 二代（1941年4月10日新編〜1942年7月14日解散）
1941年（昭和16年）4月10日、空母「龍驤」を旗艦として新編された。新任司令官は桑原虎雄少将。
同日、日本海軍は第一航空艦隊（司令長官南雲忠一中将、参謀長草鹿龍之介少将）を新編する。第四航空戦隊も第一航空艦隊に所属し、一航艦は第一航空戦隊、第二航空戦隊、第四航空戦隊で編制された。
9月1日、桑原虎雄少将（四航戦司令官）は第三航空戦隊司令官へ転任、それまでの三航戦司令官角田覚治少将が四航戦司令官となる。
同年9月12日内示の昭和17年度海軍戦時編制によれば、第四航空戦隊は空母「龍驤」と隼鷹型航空母艦2隻（隼鷹、飛鷹）および第3駆逐隊（汐風、帆風、旗風）を予定していた。だが、この編制を実施する前に、日本海軍は太平洋戦争に突入した。
太平洋戦争開戦時、空母2隻（龍驤、春日丸）と第3駆逐隊（汐風、帆風）が所属していた。開戦劈頭、第四航空戦隊（龍驤）はフィリピンの戦いに参加。12月13日、「春日丸」（後日大鷹と改名）は呉鎮守府所属となり、第四航空戦隊から除かれる。「龍驤」は引き続き南方作戦、蘭印作戦、スラバヤ沖海戦、セイロン沖海戦等で活躍した。
1941年（昭和16年）12月22日、剣埼型潜水母艦1番艦「剣埼」改造空母「祥鳳」が竣工、第四航空戦隊に編入される。零式艦上戦闘機の配備が間に合わず、九六式艦上戦闘機を搭載していた。
1942年（昭和17年）2月1日、「祥鳳」は第四航空戦隊所属のまま南洋部隊（指揮官井上成美中将/第四艦隊司令長官、旗艦「鹿島」）に編入される。第四航空戦隊（龍驤）とは別部隊に所属して作戦に従事。「祥鳳」は南洋部隊所属のまま、5月7日の珊瑚海海戦において撃沈された。
一方、セイロン沖海戦を終えて内地に戻った第四航空戦隊（龍驤）に空母「隼鷹」が編入され、所属空母は2隻（龍驤、隼鷹）となる。第四航空戦隊は第二機動部隊を編制し、アリューシャン作戦等に参加した。ミッドウェー海戦での敗北をきっかけにした第三艦隊の新編に伴い、四航戦は1942年（昭和17年）7月14日に解隊された。所属空母2隻（隼鷹、龍驤）及び角田少将は、再編された第二航空戦隊に所属した。

### 三代（1944年5月1日新編〜1945年3月1日解散）
1944年（昭和19年）5月1日、伊勢型戦艦2隻（日向〈航空戦隊旗艦〉、伊勢）と第六三四海軍航空隊にて、世界でも類を見ない航空戦艦による航空戦隊として編制される。四航戦司令官は松田千秋少将。
6月19日-20日のマリアナ沖海戦には参加しなかった。
本海戦で第二航空戦隊は空母「飛鷹」を喪失、7月10日附で解隊される。残存の空母「龍鳳」は第一航空戦隊に、「隼鷹」は第四航空戦隊にそれぞれ編入、四航戦は3隻（日向、伊勢、隼鷹）となった。
7月20日には、高松宮宣仁親王（昭和天皇弟宮、軍令部大佐）が四航戦の射出訓練を視察している。
8月上旬、戦闘第163飛行隊、戦闘第167飛行隊を順次第634空海軍航空隊に編入した。
8月10日、第一航空戦隊を雲龍型航空母艦2隻（雲龍、天城）で再編し、それにともない「瑞鶴」を第三航空戦隊に、「龍鳳」は第四航空戦隊に編入した。四航戦は4隻（日向、伊勢、隼鷹、龍鳳）となった。
搭載予定の航空隊は両艦に一部配備されて訓練に従事したが、10月上旬に台湾沖航空戦が発生し、九州・フィリピン方面に転用されてしまった。このために、実戦における航空戦艦の艦載機運用の実績は無い。捷一号作戦におけるレイテ沖海戦（エンガノ岬沖海戦）では、四航戦のうち航空戦艦2隻（日向、伊勢）のみ参加した。両艦は米海軍機の激しい攻撃を回避、多数を撃墜して生還した。
11月15日、日本海軍は第一機動艦隊および第三艦隊を解隊し、第四航空戦隊を第二艦隊（旗艦「大和」）に編入した。及川古志郎軍令部総長は昭和天皇に戦時編制改定方針を説明した際（11月14日）、「第四航空戦隊ハ航空母艦ヲ除キ　伊勢、日向ノミト致シマシテ　第二艦隊ニ編入致シマス　伊勢、日向ニハ当分飛行機ハ登載致シマセヌ」「航空母艦ハ第三航空戦隊ヲ解隊　第四航空戦隊ノ隼鷹、龍鳳ヲ第一航空戦隊ニ編入致シマシテ　聯合艦隊直属戦力ト致シマス」と述べている。この方針により、隼鷹と龍鳳は第一航空戦隊に編入、四航戦は航空戦艦2隻（日向、伊勢）だけになった。
内地より東南アジアへ進出中、四航戦は第二遊撃部隊（指揮官志摩清英中将/第五艦隊司令長官）に編入された。
1945年（昭和20年）1月1日附で、第四航空戦隊（日向、伊勢）は南西方面艦隊に編入される。2月5日、日本海軍は第五艦隊（第二遊撃部隊）を解隊し、第十方面艦隊（司令長官福留繁中将）を新編する。第二遊撃部隊に所属していた第五戦隊（足柄〈2月5日附編入〉、羽黒、大淀）・四航戦（日向、伊勢）・第二水雷戦隊は、当面のあいだ第十方面艦隊に所属もしくは指揮下に入った。
だが日本本土への撤退と物資輸送作戦を兼ねた北号作戦実施にあたり、第四航空戦隊は2月10日附で連合艦隊に編入。また軽巡洋艦「大淀」を第四航空戦隊に編入、四航戦の所属艦は3隻（航空戦艦〈日向、伊勢〉、軽巡〈大淀〉）となった。
第四航空戦隊および第二水雷戦隊（司令官古村啓蔵少将、旗艦「霞」）で編成された『完部隊』〔指揮官松田千秋第四航空戦隊司令官：四航戦（日向、伊勢、大淀）、二水戦（霞、初霜、朝霜）〕は2月10日にシンガポールを出撃。連合軍の攻撃を巧みに回避して2月20日に内地（呉）に帰還、作戦は完全な成功を収めた。
3月1日、第四航空戦隊は解隊される。日向と伊勢は予備艦、大淀は兵学校練習艦となる。その後は呉軍港に繋留され、7月の呉軍港空襲で大破着底した。

## 編制
- 1937年（昭和12年）12月1日　新編（第四艦隊所属）[51]
  - 能登呂、衣笠丸
- 1938年（昭和13年）6月26日
  - 球磨[3]、能登呂
- 1938年（昭和13年）8月1日　解隊

- 1941年（昭和16年）4月10日　再編（第一航空艦隊所属）[6]
  - 龍驤
  - 第3駆逐隊：汐風、帆風
- 1941年（昭和16年）12月10日　太平洋戦争開戦時の編制（第一航空艦隊所属）
  - 龍驤、春日丸
  - 第3駆逐隊：汐風、帆風
- 1942年（昭和17年）4月10日　第10戦隊新編時の編制（第一航空艦隊所属）
  - 龍驤、祥鳳（前年12月22日編入。南洋部隊所属）
- 1942年（昭和17年）6月5日　アリューシャン攻撃時の編制
  - 龍驤、隼鷹（5月31日編入）
- 1942年（昭和17年）7月14日　解隊

- 1944年（昭和19年）5月1日　再編（第一機動艦隊/第三艦隊所属）[30]
  - 日向〈旗艦〉、伊勢、第634海軍航空隊
- 1944年（昭和19年）7月10日　第二航空戦隊解隊時の編制（第一機動艦隊/第三艦隊所属）[35]
  - 日向、伊勢、隼鷹、第634海軍航空隊
- 1944年（昭和19年）8月10日　第一航空戦隊再編時の編制（第一機動艦隊/第三艦隊所属）[35]
  - 日向、伊勢、隼鷹、龍鳳、第634海軍航空隊
- 1944年（昭和19年）12月1日　第二艦隊編入後の編制（第二艦隊所属）[52]
  - 日向、伊勢
- 1945年（昭和20年）2月10日　北号作戦発動時の編制（連合艦隊所属）
  - 日向、伊勢、大淀
- 1945年（昭和20年）3月1日　解隊[53]

## 歴代司令官
- 鮫島具重少将：1937年（昭和12年）12月1日[12] - 1938年（昭和13年）8月1日解隊（補第十三戦隊司令官）[18]
- 桑原虎雄少将：1941年（昭和16年）4月10日[20] - 1941年（昭和16年）9月1日[22]
- 角田覚治少将：1941年（昭和16年）9月1日[22] - 1942年（昭和17年）7月14日解隊（補第二航空戦隊司令官）[29]
- 松田千秋少将：1944年（昭和19年）5月1日[32] - 1945年（昭和20年）3月1日解隊[53]